# Fakhr al-Din Iraqi
 (janvier 2024).
Fakhr al-Din Iraqi, aussi appelé Fakhruddin ‘Iraqi (en persan : فخرالدین عراقی) est un poète soufi persan né en 1213-1214 et mort en 1289. Il est connu avant tout aussi bien pour son œuvre qui mêle prose et poésie, le Lama'at (« Rayons de lumière divine »), que pour son Divan (collection de courts poèmes), dont la plupart sont écrits dans la forme du ghazal. 
Né dans une famille croyante et instruite, durant sa jeunesse, Iraqi se joint à un groupe de Qalandars (derviches errants) à la recherche de savoir spirituel. Ils finissent par atteindre Multan, alors en Inde, où Iraqi deviendra plus tard disciple de Baha al-Din Zakariyya (en) (mort en 1262 ou 1266), le chef de file de la confrérie Suhrawardiyya à Multan. Après la mort de ce dernier, vers 1262, Iraqi devient brièvement son successeur, mais il est forcé de partir à cause de la jalousie du fils de son ancien maître, Sadr al-Din Arif, et de certains de ses disciples. Après un pèlerinage à La Mecque, Iraqi s'établit à Konya, en Anatolie, où il fait la connaissance de nombreuses personnalités, telles que son nouveau protecteur, Mu'in al-Din Parwana (m. en 1277), administrateur de l'Ilkhanat mongol. À la suite de la disgrâce et de l"exécution de son protecteur en 1277, Iraqi est accusé d'avoir collaboré avec lui, et de ce fait forcé à fuir. Après un bref séjour à Sinope, Iraqi se rend au Caire pour quelques années, et de là à Damas, où il meurt en 1289.  
En combinant avec bonheur deux écoles mystiques, le soufisme de langue arabe de l'Andalou Ibn Arabi (m. 1240), et le style poétique du soufisme persan, Iraqi parvient à donner à ses écrits un style riche et expressif, prouesse qui a encore un impact sur la spiritualité iranienne.

## Historiographie
Ce que l'on sait de la vie d'Iraqi vient pour la plus grande part de la Muqaddima (« Introduction ») anonyme à son Divan (collection de courts poèmes). Bien que la Muqaddima soit écrite dans le style de l'époque d'Iraqi, l'historien américain William Chittick avance qu'elle a pu être composée plus tard, au XVe siècle. Une autre historienne, Ève Feuillebois, ajoute que si cette hypothèse est exacte, la source la plus ancienne qui mentionne Iraqi serait le Tarikh-i guzida (en) (« Événements historiques choisis »), composé par l'historien et géographe Hamdallah Mustawfi (m. après 1339/40) en 1330. Beaucoup des récits de la Muqaddima indiquent le contexte des ghazals d'Iraqi, mais ils ont peu de valeur en termes d'historicité. Ils mettent beaucoup l'accent (« peut-être excessivement » selon Feuillebois) sur le shahidbazi d'Iraqi, une tradition soufie qui consiste à adorer de jeunes hommes perçus comme témoins de la beauté de Dieu ou preuves de la présence du divin dans la Création,.        
Les sources ultérieures s'appuient largement sur les informations issues de la Muqaddima pour les détails biographiques à propos d'Iraqi. Ces sources incluent le Nafahat al-uns (« Vies des saints ») composé entre 1476 et 1478 par le poète et hagiographe Jami (m. 1492), et le Habib al-siyar (en) (« Ami des biographies ») de l'historien Khvandamir (m. 1535/36).        

## Biographie
D'origine persane,, Iraqi naît en 1213 ou 1214 dans le village de Komijan (en), près d'Hamadan, l'une des principales villes de l'Iraq persan (en) (Iraq el-Adjami). Il est le fils d'un certain Buzurgmihr ibn Abd al-Ghaffar Jawaliqi et appartient à une famille religieuse et instruite. Dès l'âge de six ans, Iraqi a, dit-on, mémorisé le Coran. Il étudie alors les sciences islamiques et à dix-sept ans il enseigne dans une madrasa (école religieuse) à Hamadan. À l'époque où Iraqi, encore jeune homme, enseigne le tafsir (exégèse coranique), un groupe de qalandars (derviches errants) assiste à sa leçon. Ils le persuadent d'abandonner son enseignement et de les rejoindre dans leur quête de la connaissance spirituelle,.        
Ils atteignent finalement la ville de Multan, dans le sultanat de Dehli, où Iraqi rencontre Baha al-Din Zakariyya, le chef de file de la branche multani des Suhrawardiyya, une confrérie soufie. Iraqi devient son disciple deux ans plus tard, après avoir erré en Inde. Il est resté son disciple pendant vingt-cinq ans, épousant finalement sa fille, dont il a un fils nommé Kabir al-Din. À la mort de Baha al-Din, vers 1262, Iraqi succède à son maître à la tête de la confrérie. Toutefois, il est rapidement obligé de quitter Multan à cause de la jalousie du fils de Baha al-Din, Sadr al-Din Arif, et de certains de ses disciples.    
Accompagné d'un groupe de compagnons fidèles, Iraqi accomplit le pèlerinage à La Mecque. Alors qu'ils sont en route pour le HIjaz, le sultan d'Oman essaie en vain de ramener à lui Iraqi. Après le Hajj, Iraqi se rend dans la ville de Konya, en Anatolie. Là, il commence à étudier avec Sadr al-Din al-Qunawi (m. 1274), le principal disciple du mystique andalou Ibn Arabi. C'est pendant cette période qu'Iraqi commence à écrire le Lama'at (« Rayons de lumière divine »), livre que Sadr al-Din tient en haute estime. Iraqi assiste aux séances de samaʿ (concert spirituel) que le fameux poète persan Rumi (m. 1273) organise. Il aurait également assisté aux funérailles de ce dernier.    
Un autre personnage qui suit les séances de Rumi est Mu'in al-Din Parwana, administrateur de l'Ilkhanat mongol. Il devient un fidèle d'Iraqi et lui fait construire un khanaqah (couvent soufi) à Duqat,. Iraqi rencontre aussi Shams al-Din Juvayni (m. 1284), qui sert comme ministre des khans mongols de Perse de 1262 à 1284. À la suite de la disgrâce et de l'exécution de Parwana, Iraqi est accusé d'avoir caché des biens d'État pour Parwana, et il est donc obligé de fuir. Avec l'aide de Shams al-Din Juvayni, Iraqi s'échappe pour la ville de Sinope, qui est dirigée par le fils de Parwana, Mu'in al-Din Muhammad, connu pour ses sympathies envers les soufis. Iraqi part ensuite pour Le Caire, où il demeure quelques années et gagne le soutien du gouverneur de la ville, le sultan mamluk Qalawun (r.  1279-1290),.    
Accompagné de son fils Kabir al-Din, Iraqi se rend ensuite à Damas, où il meurt à l'âge de 78 ans. Il est enterré auprès d'Ibn Arabi au cimetière du quartier Al-Salihiyya (en) à Damas, mais rien ne subsiste aujourd'hui de sa sépulture.    

## Œuvre
Le divan d'Iraqi est écrit pour sa majeure partie dans la forme de ghazals et comporte 4.500 distiques. Il inclut vingt qasidas (éloges) sur des sujets mystiques et religieux, qui comportent une louange de ses maîtres Baha al-Din Zakariyya et Sadr al-Din al-Qunawi, ainsi que du prophète de l'islam Mahomet ; sept poèmes strophiques concernant la philosophie mystique et environ 200 rubaʿis (quatrains) sur l'amour, la spiritualité. Certains de ces derniers expriment un soufisme libertin, d'inspiration qalandarite, mais tous ne sont probablement pas authentiques. 300 ghazals sur l'amour et le mysticisme qui ont été écrits durant son séjour en Inde constituent l'essentiel de son œuvre poétique. Certains de ces poèmes montrent l'influence de la philosophie d'Ibn Arabi, ce qui prouve qu'ils ont été écrits après qu'Iraqi a rencontré Sadr al-Din al-Qunawi.
Le fameux Lama'at (لمعات) d'Iraqi est un mélange de prose et de poésie et consiste en 27, ou peut-être 28 chapitres, puisque les textes anciens suggèrent que l'un des chapitres en constituait deux, ce qui le rend semblable aux Fusus al-Hikam (« Gemmes de la sagesse ») d'Ibn Arabi. En dépit du fait que l'ouvrage est fondé sur l'interprétation de l'œuvre d'Ibn Arabi par Sadr al-Din al-Qunawi, il ne s'agit pas d'un simple commentaire, car il combine la philosophie d'Ibn Arabi et l'amour mystique persan, le rendant accessible et bien accueilli par les Persans. Dans l'introduction du livre, Iraqi dit qu'il a été encouragé par le traité sur l'amour Sawanih al-ʿushshaq (« Intuitions des amants ») de l'écrivain, mystique et prédicateur persan Ahmad Ghazali (m. 1126).
Iraqi a été crédité de l'écriture de l'Istilahat (« Les termes techniques »), un bref ouvrage sur la terminologie soufie. Cependant, il s'agit en réalité d'une variante du Rashf al-alhaz fi kashf al-alfaz (glossaire des termes symboliques dans le soufisme) d'un autre soufi, l'auteur du XIVe siècle Sharaf al-Din Husayn ibn Ulfati Tabrizi,.
Iraqi a aussi d'abord été considéré comme l'auteur du Ushshaq-nama (« Livre des amants »), également connu comme Dah-nama (« Les dix lettres [d'amour] »), un masnavi (poème en distiques rimés) complété de quelques ghazals. Cependant, l'historien moderne J. Baldick a fait valoir qu'il avait en réalité été écrit environ trente ans plus tard par l'un de ses admirateurs, Ata'i. Cette hypothèse est approuvée par d'autres historiens,.

## Réception et postérité
En réussissant la synthèse de deux courants mystiques, le soufisme de langue arabe d'Ibn Arabi, et le style poétique du soufisme persan, Iraqi parvient à donner à ses écrits une imagerie riche et expressive, fait qui a un impact permanent sur la spiritualité iranienne,.
Il est tenu en haute estime par les spécialistes de la littérature persane, comme Said Nafisi (m. 1966), qui considère « sa description audacieuse des mystères de l'amour comme sans équivalent dans toute la poésie persane ». S'il n'a pas la même notoriété que d'autres poètes persans, c'est que son style n'atteint pas la virtuosité de celui d'un Hafez.